# Németország a 2022. évi téli olimpiai játékokon
Németország a kínai Pekingben megrendezett 2022. évi téli olimpiai játékok egyik részt vevő nemzete volt. Az országot az olimpián 14 sportágban 149 sportoló képviselte, akik összesen 27 érmet szereztek.

## Érmesek
| Érem  | Versenyző                                                            | Sportág          | Versenyszám                |
| ----- | -------------------------------------------------------------------- | ---------------- | -------------------------- |
| Arany | Denise Herrmann                                                      | Biatlon          | Női 15 km egyéni indításos |
| Arany | Francesco Friedrich Thorsten Margis                                  | Bob              | Férfi kettes               |
| Arany | Laura Nolte Deborah Levi                                             | Bob              | Női kettes                 |
| Arany | Francesco Friedrich Thorsten Margis Candy Bauer Alexander Schüller   | Bob              | Férfi négyes               |
| Arany | Vinzenz Geiger                                                       | Északi összetett | Normálsánc + 10 km         |
| Arany | Katharina Hennig Victoria Carl                                       | Sífutás          | Női csapatsprint           |
| Arany | Johannes Ludwig                                                      | Szánkó           | Férfi egyes                |
| Arany | Natalie Geisenberger                                                 | Szánkó           | Női egyes                  |
| Arany | Tobias Wendl Tobias Arlt                                             | Szánkó           | Kettes                     |
| Arany | Natalie Geisenberger Johannes Ludwig Tobias Wendl Tobias Arlt        | Szánkó           | Vegyes váltó               |
| Arany | Christopher Grotheer                                                 | Szkeleton        | Férfi                      |
| Arany | Hannah Neise                                                         | Szkeleton        | Női                        |
| Ezüst | Emma Aicher Lena Dürr Julian Rauchfuß Alexander Schmid Linus Straßer | Alpesisí         | Vegyes csapatverseny       |
| Ezüst | Johannes Lochner Florian Bauer                                       | Bob              | Férfi kettes               |
| Ezüst | Johannes Lochner Florian Bauer Christopher Weber Christian Rasp      | Bob              | Férfi négyes               |
| Ezüst | Mariama Jamanka Alexandra Burghardt                                  | Bob              | Női kettes                 |
| Ezüst | Manuel Faißt Eric Frenzel Vinzenz Geiger Julian Schmid               | Északi összetett | Csapat                     |
| Ezüst | Katherine Sauerbrey Katharina Hennig Victoria Carl Sofie Krehl       | Sífutás          | Női 4 × 5 km váltó         |
| Ezüst | Anna Berreiter                                                       | Szánkó           | Női egyes                  |
| Ezüst | Toni Eggert Sascha Benecken                                          | Szánkó           | Kettes                     |
| Ezüst | Axel Jungk                                                           | Szkeleton        | Férfi                      |
| Bronz | Vanessa Voigt Vanessa Hinz Franziska Preuß Denise Herrmann           | Biatlon          | Női 4 × 6 km váltó         |
| Bronz | Christoph Hafer Matthias Sommer                                      | Bob              | Férfi kettes               |
| Bronz | Karl Geiger                                                          | Síugrás          | Férfi egyéni, nagysánc     |
| Bronz | Constantin Schmid Stephan Leyhe Markus Eisenbichler Karl Geiger      | Síugrás          | Férfi csapatverseny        |
| Bronz | Daniella Mayer                                                       | Síakrobatika     | Női síkrossz               |

## Alpesisí
Férfi
| Versenyző         | Versenyszám            | 1. futam      | 1. futam      | 2. futam | 2. futam | Összesítés    | Összesítés    |
| Versenyző         | Versenyszám            | Idő           | Hely.         | Idő      | Hely.    | Idő           | Helyezés      |
| ----------------- | ---------------------- | ------------- | ------------- | -------- | -------- | ------------- | ------------- |
| Romed Baumann     | Lesiklás               |               |               |          |          | 1:43,84       | 13.           |
| Romed Baumann     | Szuperóriás-műlesiklás |               |               |          |          | 1:21,10       | 7.            |
| Josef Ferstl      | Lesiklás               |               |               |          |          | 1:44,69       | 23.           |
| Josef Ferstl      | Szuperóriás-műlesiklás |               |               |          |          | 1:22,16       | 18.           |
| Simon Jocher      | Szuperóriás-műlesiklás |               |               |          |          | 1:21,52       | 13.           |
| Julian Rauchfuß   | Óriás-műlesiklás       | 1:08,23       | 30.           | 1:07,99  | 15.      | 2:16,22       | 20.           |
| Julian Rauchfuß   | Műlesiklás             | nem ért célba | nem ért célba | kiesett  | kiesett  | kiesett       | kiesett       |
| Andreas Sander    | Lesiklás               |               |               |          |          | 1:44,12       | 17.           |
| Andreas Sander    | Szuperóriás-műlesiklás |               |               |          |          | 1:21,21       | 8.            |
| Alexander Schmid  | Óriás-műlesiklás       | nem ért célba | nem ért célba | kiesett  | kiesett  | kiesett       | kiesett       |
| Alexander Schmid  | Műlesiklás             | 55,95         | 23.           | 51,08    | 21.      | 1:47,03       | 19.           |
| Dominik Schwaiger | Lesiklás               |               |               |          |          | nem ért célba | nem ért célba |
| Linus Straßer     | Óriás-műlesiklás       | nem ért célba | nem ért célba | kiesett  | kiesett  | kiesett       | kiesett       |
| Linus Straßer     | Műlesiklás             | 54,25         | 5.            | 50,77    | 12.      | 1:45,02       | 7.            |

| Versenyző    | Versenyszám | Lesiklás | Lesiklás | Műlesiklás    | Műlesiklás    | Összesítés | Összesítés |
| Versenyző    | Versenyszám | Idő      | Hely.    | Idő           | Hely.         | Idő        | Helyezés   |
| ------------ | ----------- | -------- | -------- | ------------- | ------------- | ---------- | ---------- |
| Simon Jocher | Összetett   | 1:45,80  | 16.      | nem ért célba | nem ért célba | kiesett    | kiesett    |

Női
| Versenyző   | Versenyszám            | 1. futam | 1. futam | 2. futam | 2. futam | Összesítés | Összesítés |
| Versenyző   | Versenyszám            | Idő      | Hely.    | Idő      | Hely.    | Idő        | Helyezés   |
| ----------- | ---------------------- | -------- | -------- | -------- | -------- | ---------- | ---------- |
| Emma Aicher | Óriás-műlesiklás       | 1:01,52  | 30.      | 59,00    | 18.      | 2:00,52    | 21.        |
| Emma Aicher | Műlesiklás             | 54,48    | 21.      | 53,11    | 12.      | 1:47,59    | 18.        |
| Lena Dürr   | Műlesiklás             | 52,17    | 1.       | 53,00    | 9.       | 1:45,17    | 4.         |
| Kira Weidle | Lesiklás               |          |          |          |          | 1:32,58    | 4.         |
| Kira Weidle | Szuperóriás-műlesiklás |          |          |          |          | 1:14,66    | 15.        |

Vegyes
| Versenyző                                                            | Versenyszám | Nyolcaddöntő              | Negyeddöntő           | Elődöntő                        | Döntő                   | Helyezés                 |
| Versenyző                                                            | Versenyszám | Ellenfél Eredmény         | Ellenfél Eredmény     | Ellenfél Eredmény               | Ellenfél Eredmény       | Helyezés                 |
| -------------------------------------------------------------------- | ----------- | ------------------------- | --------------------- | ------------------------------- | ----------------------- | ------------------------ |
| Emma Aicher Lena Dürr Julian Rauchfuß Alexander Schmid Linus Straßer | Vegyes      | Svédország (SWE) · Gy 3–1 | Svájc (SUI) · Gy 2*–2 | Egyesült Államok (USA) · Gy 3–1 | Ausztria (AUT) · V 2–2* | 2. helyezett, ezüstérmes |

## Biatlon
Férfi
| Versenyző                                            | Versenyszám            | Időeredmény | Lövőhiba    | Helyezés |
| ---------------------------------------------------- | ---------------------- | ----------- | ----------- | -------- |
| Benedikt Doll                                        | 10 km sprint           | 25:05,4     | 1 (0+1)     | 8.       |
| Benedikt Doll                                        | 12,5 km üldözőverseny  | 44:03,1     | 7 (2+0+2+3) | 32.      |
| Benedikt Doll                                        | 15 km tömegrajtos      | 40:45,8     | 6 (0+0+2+4) | 8.       |
| Benedikt Doll                                        | 20 km egyéni indításos | 49:54,5     | 2 (1+0+0+1) | 6.       |
| Johannes Kühn                                        | 10 km sprint           | 25:53,7     | 4 (2+2)     | 33.      |
| Johannes Kühn                                        | 12,5 km üldözőverseny  | 42:37,3     | 4 (0+2+1+1) | 12.      |
| Johannes Kühn                                        | 15 km tömegrajtos      | 40:52,7     | 5 (1+0+2+2) | 10.      |
| Johannes Kühn                                        | 20 km egyéni indításos | 54:58,0     | 6 (3+2+1+0) | 51.      |
| Erik Lesser                                          | 20 km egyéni indításos | 55:59,5     | 5 (0+2+0+3) | 67.      |
| Philipp Nawrath                                      | 10 km sprint           | 25:43,4     | 3 (1+2)     | 22.      |
| Philipp Nawrath                                      | 12,5 km üldözőverseny  | 43:06,7     | 7 (1+2+1+3) | 19.      |
| Philipp Nawrath                                      | 15 km tömegrajtos      | 42:10,1     | 7 (0+0+3+4) | 23.      |
| Roman Rees                                           | 10 km sprint           | 25:24,3     | 0 (0+0)     | 17.      |
| Roman Rees                                           | 12,5 km üldözőverseny  | 41:37,7     | 1 (0+1+0+0) | 6.       |
| Roman Rees                                           | 15 km tömegrajtos      | 41:05,2     | 3 (0+0+1+2) | 14.      |
| Roman Rees                                           | 20 km egyéni indításos | 50:09,0     | 1 (1+0+0+0) | 7.       |
| Erik Lesser Roman Rees Benedikt Doll Philipp Nawrath | 4 × 7,5 km váltó       | 1:20:54,5   | 10 (1+9)    | 4.       |

Női
| Versenyző                                                  | Versenyszám            | Időeredmény | Lövőhiba    | Helyezés                 |
| ---------------------------------------------------------- | ---------------------- | ----------- | ----------- | ------------------------ |
| Denise Herrmann                                            | 7,5 km sprint          | 22:29,4     | 2 (1+1)     | 22.                      |
| Denise Herrmann                                            | 10 km üldözőverseny    | 38:07,6     | 3 (1+0+0+2) | 17.                      |
| Denise Herrmann                                            | 12,5 km tömegrajtos    | 42:27,1     | 4 (1+1+1+1) | 13.                      |
| Denise Herrmann                                            | 15 km egyéni indításos | 44:12,7     | 1 (0+0+1+0) | 1. helyezett, aranyérmes |
| Vanessa Hinz                                               | 7,5 km sprint          | 23:31,3     | 3 (1+2)     | 55.                      |
| Vanessa Hinz                                               | 10 km üldözőverseny    | 38:21,0     | 1 (0+0+0+1) | 21.                      |
| Vanessa Hinz                                               | 12,5 km tömegrajtos    | 43:12,2     | 4 (0+0+2+2) | 15.                      |
| Vanessa Hinz                                               | 15 km egyéni indításos | 46:07,4     | 1 (0+1+0+0) | 14.                      |
| Franziska Preuß                                            | 7,5 km sprint          | 22:41,4     | 2 (0+2)     | 30.                      |
| Franziska Preuß                                            | 10 km üldözőverseny    | 37:45,6     | 1 (1+0+0+0) | 15.                      |
| Franziska Preuß                                            | 12,5 km tömegrajtos    | 41:44,4     | 4 (1+1+1+1) | 8.                       |
| Franziska Preuß                                            | 15 km egyéni indításos | 48:04,2     | 4 (0+2+0+2) | 25.                      |
| Vanessa Voigt                                              | 7,5 km sprint          | 22:15,7     | 0 (0+0)     | 18.                      |
| Vanessa Voigt                                              | 10 km üldözőverseny    | 37:35,3     | 1 (1+0+0+0) | 12.                      |
| Vanessa Voigt                                              | 12,5 km tömegrajtos    | 43:22,7     | 6 (1+2+2+1) | 18.                      |
| Vanessa Voigt                                              | 15 km egyéni indításos | 44:29,3     | 1 (1+0+0+0) | 4.                       |
| Vanessa Voigt Vanessa Hinz Franziska Preuß Denise Herrmann | 4 × 6 km váltó         | 1:11:41,3   | 6 (0+6)     | 3. helyezett, bronzérmes |

Vegyes
| Versenyző                                                   | Versenyszám  | Időeredmény | Lövőhiba  | Helyezés |
| ----------------------------------------------------------- | ------------ | ----------- | --------- | -------- |
| Vanessa Voigt Denise Herrmann Benedikt Doll Philipp Nawrath | Vegyes váltó | 1:07:51,1   | 20 (2+18) | 5.       |

## Bob
Férfi
| Versenyző                                                           | Versenyszám | 1. futam | 1. futam | 2. futam | 2. futam | 3. futam | 3. futam | 4. futam | 4. futam | Összesítés | Összesítés               |
| Versenyző                                                           | Versenyszám | Idő      | Hely.    | Idő      | Hely.    | Idő      | Hely.    | Idő      | Hely.    | Idő        | Helyezés                 |
| ------------------------------------------------------------------- | ----------- | -------- | -------- | -------- | -------- | -------- | -------- | -------- | -------- | ---------- | ------------------------ |
| Francesco Friedrich* Thorsten Margis                                | Kettes      | 59,02    | 1.       | 59,36    | 2.       | 58,99    | 1.       | 59,52    | 1.       | 3:56,89    | 1. helyezett, aranyérmes |
| Christoph Hafer* Matthias Sommer                                    | Kettes      | 59,44    | 4.       | 59,93    | 6.       | 59,51    | 3.       | 59,70    | 3.       | 3:58,58    | 3. helyezett, bronzérmes |
| Johannes Lochner* Florian Bauer                                     | Kettes      | 59,26    | 2.       | 59,27    | 1.       | 59,32    | 2.       | 59,53    | 2.       | 3:57,38    | 2. helyezett, ezüstérmes |
| Francesco Friedrich* Candy Bauer Thorsten Margis Alexander Schüller | Négyes      | 58,29    | 2.       | 58,71    | 1.       | 58,17    | 1.       | 59,13    | 1.       | 3:54,30    | 1. helyezett, aranyérmes |
| Christoph Hafer* Michael Salzer Tobias Schneider Matthias Sommer    | Négyes      | 58,60    | 5.       | 58,95    | 4.       | 58,35    | 3.       | 59,25    | 2.       | 3:55,15    | 4.                       |
| Johannes Lochner* Florian Bauer Christian Rasp Christopher Weber    | Négyes      | 58,13    | 1.       | 58,90    | 3.       | 58,34    | 2.       | 59,30    | 5.       | 3:54,67    | 2. helyezett, ezüstérmes |

Női
| Versenyző                            | Versenyszám | 1. futam | 1. futam | 2. futam | 2. futam | 3. futam | 3. futam | 4. futam | 4. futam | Összesítés | Összesítés               |
| Versenyző                            | Versenyszám | Idő      | Hely.    | Idő      | Hely.    | Idő      | Hely.    | Idő      | Hely.    | Idő        | Helyezés                 |
| ------------------------------------ | ----------- | -------- | -------- | -------- | -------- | -------- | -------- | -------- | -------- | ---------- | ------------------------ |
| Mariama Jamanka                      | Mono        | 1:05,85  | 15.      | 1:06,94  | 17.      | 1:05,47  | 5.       | 1:05,74  | 7.       | 4:24,00    | 13.                      |
| Laura Nolte                          | Mono        | 1:04,74  | 2.       | 1:05,56  | 6.       | 1:05,70  | 6.       | 1:05,31  | 4.       | 4:21,33    | 4.                       |
| Mariama Jamanka* Alexandra Burghardt | Kettes      | 1:01,10  | 2.       | 1:01,45  | 2.       | 1:00,98  | 2.       | 1:01,20  | 1.       | 4:04,73    | 2. helyezett, ezüstérmes |
| Kim Kalicki* Lisa Buckwitz           | Kettes      | 1:01,61  | 6.       | 1:01,78  | 5.       | 1:01,30  | 4.       | 1:01,59  | 5.       | 4:06,28    | 4.                       |
| Laura Nolte* Deborah Levi            | Kettes      | 1:01,04  | 1.       | 1:01,01  | 1.       | 1:00,70  | 1.       | 1:01,21  | 2.       | 4:03,96    | 1. helyezett, aranyérmes |

## Északi összetett
| Versenyző                                              | Versenyszám        | Síugrás    | Síugrás    | Síugrás    | Síugrás    | Sífutás    | Sífutás    | Összesítés | Összesítés               |
| Versenyző                                              | Versenyszám        | Táv        | Pont       | Hely.      | Időhátrány | Idő        | Hely.      | Idő        | Helyezés                 |
| ------------------------------------------------------ | ------------------ | ---------- | ---------- | ---------- | ---------- | ---------- | ---------- | ---------- | ------------------------ |
| Vinzenz Geiger                                         | Normálsánc + 10 km | 98,0       | 111,4      | 11.        | +1:26      | 23:41,7    | 1.         | 25:07,7    | 1. helyezett, aranyérmes |
| Vinzenz Geiger                                         | Nagysánc + 10 km   | 122,0      | 106,0      | 14.        | +2:15      | 25:29,5    | 3.         | 27:44,5    | 7.                       |
| Manuel Faißt                                           | Nagysánc + 10 km   | 133,0      | 128,0      | 4.         | +0:47      | 26:29,6    | 15.        | 27:16,6    | 4.                       |
| Johannes Rydzek                                        | Normálsánc + 10 km | 104,0      | 122,2      | 4.         | +0:43      | 24:46,5    | 9.         | 25:29,5    | 5.                       |
| Johannes Rydzek                                        | Nagysánc + 10 km   | 123,5      | 105,2      | 15.        | +2:18      | 28:04,0    | 39.        | 30:22,0    | 28.                      |
| Julian Schmid                                          | Normálsánc + 10 km | 103,5      | 123,4      | 2.         | +0:40      | 25:17,9    | 21.        | 25:57,9    | 8.                       |
| Julian Schmid                                          | Nagysánc + 10 km   | 133,5      | 116,0      | 9.         | +1:35      | 26:39,1    | 17.        | 28:14,1    | 10.                      |
| Terence Weber                                          | Normálsánc + 10 km | nem indult | nem indult | nem indult | nem indult | nem indult | nem indult | nem indult | nem indult               |
| Manuel Faißt Eric Frenzel Vinzenz Geiger Julian Schmid | Csapat             | 525,0      | 467,0      | 4.         | +0:11      | 51:29,0    | 5.         | 51:40,0    | 2. helyezett, ezüstérmes |

## Gyorskorcsolya
Férfi
| Versenyző       | Versenyszám | Eredmény | Helyezés |
| --------------- | ----------- | -------- | -------- |
| Joel Dufter     | 500 m       | 35,37    | 26.      |
| Joel Dufter     | 1000 m      | 1:10,16  | 26.      |
| Patrick Beckert | 5000 m      | 6:19,58  | 11.      |
| Felix Rijhnen   | 5000 m      | 6:19,86  | 13.      |
| Patrick Beckert | 10 000 m    | 13:01,23 | 7.       |

Női
| Versenyző         | Versenyszám | Eredmény | Helyezés |
| ----------------- | ----------- | -------- | -------- |
| Michelle Uhrig    | 1500 m      | 2:00,20  | 25.      |
| Claudia Pechstein | 3000 m      | 4:17,16  | 20.      |

Tömegrajtos
| Versenyző         | Versenyszám | Elődöntő | Elődöntő | Elődöntő | Döntő   | Döntő   | Helyezés |
| Versenyző         | Versenyszám | Pont     | Idő      | Hely.    | Pont    | Idő     | Helyezés |
| ----------------- | ----------- | -------- | -------- | -------- | ------- | ------- | -------- |
| Felix Rijhnen     | Férfi       | kizárták | kizárták | kizárták | kiesett | kiesett | kiesett  |
| Claudia Pechstein | Női         | 3        | 8:30,99  | 7.       | 3       | 8:25,78 | 9.       |
| Michelle Uhrig    | Női         | 2        | 9:02,52  | 11.      | kiesett | kiesett | 20.      |

## Jégkorong

### Férfi
- Szövetségi kapitány:  Toni Söderholm

| Német nemzeti férfi jégkorongcsapat-játékoskeret | Német nemzeti férfi jégkorongcsapat-játékoskeret | Német nemzeti férfi jégkorongcsapat-játékoskeret | Német nemzeti férfi jégkorongcsapat-játékoskeret | Német nemzeti férfi jégkorongcsapat-játékoskeret | Német nemzeti férfi jégkorongcsapat-játékoskeret | Német nemzeti férfi jégkorongcsapat-játékoskeret | Német nemzeti férfi jégkorongcsapat-játékoskeret |
| #                                                | Poszt                                            | Név                                              | Magasság                                         | Súly                                             | Születési idő                                    | Klub az olimpia idején                           |                                                  |
| ------------------------------------------------ | ------------------------------------------------ | ------------------------------------------------ | ------------------------------------------------ | ------------------------------------------------ | ------------------------------------------------ | ------------------------------------------------ | ------------------------------------------------ |
| 3                                                | D                                                | Dominik Bittner                                  | 1,81 m (5 ft 11 in)                              | 76 kg (168 lb)                                   | 1992. június 10.                                 | Grizzlys Wolfsburg                               |                                                  |
| 5                                                | D                                                | Korbinian Holzer                                 | 1,90 m (6 ft 3 in)                               | 94 kg (207 lb)                                   | 1988. február 16.                                | Adler Mannheim                                   |                                                  |
| 8                                                | F                                                | Tobias Rieder                                    | 1,80 m (5 ft 11 in)                              | 82 kg (181 lb)                                   | 1993. január 10.                                 | Växjö Lakers                                     |                                                  |
| 11                                               | D                                                | Marco Nowak                                      | 1,89 m (6 ft 2 in)                               | 93 kg (205 lb)                                   | 1990. július 23.                                 | Düsseldorfer EG                                  |                                                  |
| 15                                               | F                                                | Stefan Loibl                                     | 1,86 m (6 ft 1 in)                               | 83 kg (183 lb)                                   | 1996. június 24.                                 | Skellefteå AIK                                   |                                                  |
| 16                                               | D                                                | Konrad Abeltshauser                              | 1,95 m (6 ft 5 in)                               | 102 kg (225 lb)                                  | 1992. szeptember 2.                              | EHC Red Bull München                             |                                                  |
| 21                                               | F                                                | Nico Krämmer                                     | 1,86 m (6 ft 1 in)                               | 94 kg (207 lb)                                   | 1992. október 23.                                | Adler Mannheim                                   |                                                  |
| 22                                               | F                                                | Matthias Plachta                                 | 1,88 m (6 ft 2 in)                               | 100 kg (220 lb)                                  | 1991. május 16.                                  | Adler Mannheim                                   |                                                  |
| 33                                               | G                                                | Danny aus den Birken                             | 1,86 m (6 ft 1 in)                               | 87 kg (192 lb)                                   | 1985. február 15.                                | EHC Red Bull München                             |                                                  |
| 34                                               | F                                                | Tom Kühnhackl                                    | 1,87 m (6 ft 2 in)                               | 89 kg (196 lb)                                   | 1992. január 21.                                 | Skellefteå AIK                                   |                                                  |
| 35                                               | G                                                | Mathias Niederberger                             | 1,80 m (5 ft 11 in)                              | 80 kg (180 lb)                                   | 1992. november 26.                               | Eisbären Berlin                                  |                                                  |
| 38                                               | D                                                | Fabio Wagner                                     | 1,82 m (6 ft 0 in)                               | 83 kg (183 lb)                                   | 1995. szeptember 17.                             | ERC Ingolstadt                                   |                                                  |
| 41                                               | D                                                | Jonas Müller                                     | 1,83 m (6 ft 0 in)                               | 88 kg (194 lb)                                   | 1995. november 19.                               | Eisbären Berlin                                  |                                                  |
| 42                                               | F                                                | Yasin Ehliz                                      | 1,80 m (5 ft 11 in)                              | 84 kg (185 lb)                                   | 1992. december 30.                               | EHC Red Bull München                             |                                                  |
| 50                                               | F                                                | Patrick Hager                                    | 1,78 m (5 ft 10 in)                              | 80 kg (180 lb)                                   | 1988. szeptember 8.                              | EHC Red Bull München                             |                                                  |
| 54                                               | F                                                | Lean Bergmann                                    | 1,87 m (6 ft 2 in)                               | 93 kg (205 lb)                                   | 1998. október 4.                                 | Adler Mannheim                                   |                                                  |
| 72                                               | F                                                | Dominik Kahun                                    | 1,80 m (5 ft 11 in)                              | 82 kg (181 lb)                                   | 1995. július 2.                                  | SC Bern                                          |                                                  |
| 83                                               | F                                                | Leonhard Pföderl                                 | 1,82 m (6 ft 0 in)                               | 87 kg (192 lb)                                   | 1993. szeptember 1.                              | Eisbären Berlin                                  |                                                  |
| 85                                               | D                                                | Marcel Brandt                                    | 1,76 m (5 ft 9 in)                               | 80 kg (180 lb)                                   | 1992. május 8.                                   | Straubing Tigers                                 |                                                  |
| 86                                               | F                                                | Daniel Pietta                                    | 1,85 m (6 ft 1 in)                               | 93 kg (205 lb)                                   | 1986. december 9.                                | ERC Ingolstadt                                   |                                                  |
| 89                                               | F                                                | David Wolf                                       | 1,89 m (6 ft 2 in)                               | 98 kg (216 lb)                                   | 1989. szeptember 15.                             | Adler Mannheim                                   |                                                  |
| 90                                               | G                                                | Felix Brückmann                                  | 1,81 m (5 ft 11 in)                              | 83 kg (183 lb)                                   | 1990. december 16.                               | Adler Mannheim                                   |                                                  |
| 91                                               | D                                                | Moritz Müller                                    | 1,87 m (6 ft 2 in)                               | 92 kg (203 lb)                                   | 1986. november 19.                               | Kölner Haie                                      |                                                  |
| 92                                               | F                                                | Marcel Noebels                                   | 1,92 m (6 ft 4 in)                               | 92 kg (203 lb)                                   | 1992. március 14.                                | Eisbären Berlin                                  |                                                  |
| 95                                               | F                                                | Frederik Tiffels                                 | 1,85 m (6 ft 1 in)                               | 91 kg (201 lb)                                   | 1995. május 20.                                  | EHC Red Bull München                             |                                                  |

Csoportkör
A csoport
| Hely. | Csapat                 | M | Gy | HGy | HV | V | G+ | G– | Gk  | P | Továbbjutás                       |
| ----- | ---------------------- | - | -- | --- | -- | - | -- | -- | --- | - | --------------------------------- |
| 1.    | Egyesült Államok (USA) | 3 | 3  | 0   | 0  | 0 | 15 | 4  | +11 | 9 | Továbbjutott a negyeddöntőbe      |
| 2.    | Kanada (CAN)           | 3 | 2  | 0   | 0  | 1 | 12 | 5  | +7  | 6 | A negyeddöntőbe jutásért játszott |
| 3.    | Németország (GER)      | 3 | 1  | 0   | 0  | 2 | 6  | 10 | −4  | 3 | A negyeddöntőbe jutásért játszott |
| 4.    | Kína (CHN) (R)         | 3 | 0  | 0   | 0  | 3 | 2  | 16 | −14 | 0 | A negyeddöntőbe jutásért játszott |

| 2022. február 10. 21:10 (14:10) | Kanada (CAN) | 5–1 (3–0, 1–1, 1–0) | Németország (GER) | Wukesong Arena, Peking Nézőszám: 685 |

| Jegyzőkönyv | Jegyzőkönyv     | Jegyzőkönyv              | Jegyzőkönyv          | Jegyzőkönyv                                                                       |
| --- | --------------- | ------------------------ | -------------------- | --------------------------------------------------------------------------------- |
| | Edward Pasquale | Kapusok                  | Mathias Niederberger | Játékvezetők: Tobias Björk Andrew Bruggeman Vonalbírók: Daniel Hynek Gleb Lazarev |
| \| Grant (Johnson, Street) – 04:43 \| 1–0 \| \| \| Street (O'Dell, Johnson) – 09:47 \| 2–0 \| \| \| Winnik (Cracknell, Desharnais) – 10:19 \| 3–0 \| \| \| \| 3–1 \| 30:45 – Rieder (Pföderl) \| \| Noreau (O'Dell, Staal) (PP) – 32:58 \| 4–1 \| \| \| Weal (Tambellini, Knight) – 51:22 \| 5–1 \| \| |                 |                          |                      | Játékvezetők: Tobias Björk Andrew Bruggeman Vonalbírók: Daniel Hynek Gleb Lazarev |
| 8 perc | Büntetések      | 4 perc                   |                      | Játékvezetők: Tobias Björk Andrew Bruggeman Vonalbírók: Daniel Hynek Gleb Lazarev |
| 27 | Lövések         | 24                       |                      | Játékvezetők: Tobias Björk Andrew Bruggeman Vonalbírók: Daniel Hynek Gleb Lazarev |
| Grant (Johnson, Street) – 04:43 | 1–0             |                          |                      | Játékvezetők: Tobias Björk Andrew Bruggeman Vonalbírók: Daniel Hynek Gleb Lazarev |
| Street (O'Dell, Johnson) – 09:47 | 2–0             |                          |                      | Játékvezetők: Tobias Björk Andrew Bruggeman Vonalbírók: Daniel Hynek Gleb Lazarev |
| Winnik (Cracknell, Desharnais) – 10:19 | 3–0             |                          |                      | Játékvezetők: Tobias Björk Andrew Bruggeman Vonalbírók: Daniel Hynek Gleb Lazarev |
| | 3–1             | 30:45 – Rieder (Pföderl) |                      |                                                                                   |
| Noreau (O'Dell, Staal) (PP) – 32:58 | 4–1             |                          |                      |                                                                                   |
| Weal (Tambellini, Knight) – 51:22 | 5–1             |                          |                      |                                                                                   |

| 2022. február 12. 16:40 (9:40) | Németország (GER) | 3–2 (2–0, 1–1, 0–1) | Kína (CHN) | Beijing National Indoor Stadium, Peking Nézőszám: 804 |

| Jegyzőkönyv | Jegyzőkönyv          | Jegyzőkönyv                  | Jegyzőkönyv  | Jegyzőkönyv                                                                            |
| --- | -------------------- | ---------------------------- | ------------ | -------------------------------------------------------------------------------------- |
| | Danny aus den Birken | Kapusok                      | Ouban Yongli | Játékvezetők: Stephen Reneau Makszim Szidorenko Vonalbírók: Brian Oliver Jiří Ondráček |
| \| Brandt – 13:33 \| 1–0 \| \| \| Holzer (Kahun) – 16:24 \| 2–0 \| \| \| Kahun (Müller, Rieder) – 24:41 \| 3–0 \| \| \| \| 3–1 \| 39:14 – Fu S. (Jieke, Ruian) \| |                      |                              |              | Játékvezetők: Stephen Reneau Makszim Szidorenko Vonalbírók: Brian Oliver Jiří Ondráček |
| 12 perc | Büntetések           | 6 perc                       |              | Játékvezetők: Stephen Reneau Makszim Szidorenko Vonalbírók: Brian Oliver Jiří Ondráček |
| 38 | Lövések              | 16                           |              | Játékvezetők: Stephen Reneau Makszim Szidorenko Vonalbírók: Brian Oliver Jiří Ondráček |
| Brandt – 13:33 | 1–0                  |                              |              | Játékvezetők: Stephen Reneau Makszim Szidorenko Vonalbírók: Brian Oliver Jiří Ondráček |
| Holzer (Kahun) – 16:24 | 2–0                  |                              |              | Játékvezetők: Stephen Reneau Makszim Szidorenko Vonalbírók: Brian Oliver Jiří Ondráček |
| Kahun (Müller, Rieder) – 24:41 | 3–0                  |                              |              | Játékvezetők: Stephen Reneau Makszim Szidorenko Vonalbírók: Brian Oliver Jiří Ondráček |
| | 3–1                  | 39:14 – Fu S. (Jieke, Ruian) |              |                                                                                        |

| 2022. február 13. 21:10 (14:10) | Egyesült Államok (USA) | 3–2 (1–1, 1–0, 1–1) | Németország (GER) | Wukesong Arena, Peking Nézőszám: 708 |

| Jegyzőkönyv | Jegyzőkönyv   | Jegyzőkönyv                          | Jegyzőkönyv          | Jegyzőkönyv                                                                                |
| --- | ------------- | ------------------------------------ | -------------------- | ------------------------------------------------------------------------------------------ |
| | Drew Commesso | Kapusok                              | Danny aus den Birken | Játékvezetők: Jevgenyij Romaszko Maxim Sidorenko Vonalbírók: David Obwegeser Jiří Ondráček |
| \| \| 0–1 \| 02:00 – Hager (Plachta, Kahun) (PP) \| \| Kampfer (Miele, O'Neill) (PP) – 04:26 \| 1–1 \| \| \| Knies (Abruzzese, Ness) – 24:50 \| 2–1 \| \| \| Smith – 42:47 \| 3–1 \| \| \| \| 3–2 \| 57:31 – Kühnhackl (Bergmann, Müller) \| |               |                                      |                      | Játékvezetők: Jevgenyij Romaszko Maxim Sidorenko Vonalbírók: David Obwegeser Jiří Ondráček |
| 12 perc | Büntetések    | 10 perc                              |                      | Játékvezetők: Jevgenyij Romaszko Maxim Sidorenko Vonalbírók: David Obwegeser Jiří Ondráček |
| 32 | Lövések       | 26                                   |                      | Játékvezetők: Jevgenyij Romaszko Maxim Sidorenko Vonalbírók: David Obwegeser Jiří Ondráček |
| | 0–1           | 02:00 – Hager (Plachta, Kahun) (PP)  |                      | Játékvezetők: Jevgenyij Romaszko Maxim Sidorenko Vonalbírók: David Obwegeser Jiří Ondráček |
| Kampfer (Miele, O'Neill) (PP) – 04:26 | 1–1           |                                      |                      | Játékvezetők: Jevgenyij Romaszko Maxim Sidorenko Vonalbírók: David Obwegeser Jiří Ondráček |
| Knies (Abruzzese, Ness) – 24:50 | 2–1           |                                      |                      | Játékvezetők: Jevgenyij Romaszko Maxim Sidorenko Vonalbírók: David Obwegeser Jiří Ondráček |
| Smith – 42:47 | 3–1           |                                      |                      |                                                                                            |
| | 3–2           | 57:31 – Kühnhackl (Bergmann, Müller) |                      |                                                                                            |

Rájátszás a negyeddöntőért
| 2022. február 15. 12:10 (5:10) | Szlovákia (SVK) | 4–0 (1–0, 2–0, 1–0) | Németország (GER) | Beijing National Indoor Stadium, Peking Nézőszám: 926 |

| Jegyzőkönyv | Jegyzőkönyv  | Jegyzőkönyv | Jegyzőkönyv          | Jegyzőkönyv                                                                      |
| --- | ------------ | ----------- | -------------------- | -------------------------------------------------------------------------------- |
| | Patrik Rybár | Kapusok     | Mathias Niederberger | Játékvezetők: Tobias Björk Mikael Nord Vonalbírók: Gleb Lazarev Lauri Nikulainen |
| \| Hudáček (Pospíšil, Gernát) – 11:05 \| 1–0 \| \| \| Cehlárik (Gernát, Hrivík) – 27:01 \| 2–0 \| \| \| Krištof (Kňažko, Čerešňák) – 28:45 \| 3–0 \| \| \| Hrivík (Cehlárik, Takáč) (ENG) – 57:56 \| 4–0 \| \| |              |             |                      | Játékvezetők: Tobias Björk Mikael Nord Vonalbírók: Gleb Lazarev Lauri Nikulainen |
| 8 perc | Büntetések   | 33 perc     |                      | Játékvezetők: Tobias Björk Mikael Nord Vonalbírók: Gleb Lazarev Lauri Nikulainen |
| 34 | Lövések      | 21          |                      | Játékvezetők: Tobias Björk Mikael Nord Vonalbírók: Gleb Lazarev Lauri Nikulainen |
| Hudáček (Pospíšil, Gernát) – 11:05 | 1–0          |             |                      | Játékvezetők: Tobias Björk Mikael Nord Vonalbírók: Gleb Lazarev Lauri Nikulainen |
| Cehlárik (Gernát, Hrivík) – 27:01 | 2–0          |             |                      | Játékvezetők: Tobias Björk Mikael Nord Vonalbírók: Gleb Lazarev Lauri Nikulainen |
| Krištof (Kňažko, Čerešňák) – 28:45 | 3–0          |             |                      | Játékvezetők: Tobias Björk Mikael Nord Vonalbírók: Gleb Lazarev Lauri Nikulainen |
| Hrivík (Cehlárik, Takáč) (ENG) – 57:56 | 4–0          |             |                      |                                                                                  |

| Csapat            | Helyezés |
| ----------------- | -------- |
| Németország (GER) | 10.      |

## Műkorcsolya
| Versenyző                             | Versenyszám | Rövid program | Rövid program | Kűr     | Kűr     | Összesítés | Összesítés |
| Versenyző                             | Versenyszám | Pont          | Hely.         | Pont    | Hely.   | Pont       | Helyezés   |
| ------------------------------------- | ----------- | ------------- | ------------- | ------- | ------- | ---------- | ---------- |
| Nicole Schott                         | Női egyéni  | 63,13         | 14.           | 114,52  | 19.     | 177,65     | 17.        |
| Minerva Fabienne Hase / Nolan Seegert | Páros       | 62,37         | 14.           | 87,32   | 16.     | 149,69     | 16.        |
| Katharina Müller / Tim Dieck          | Jégtánc     | 65,47         | 21.           | kiesett | kiesett | kiesett    | kiesett    |

| Versenyző                                                                                                   | Versenyszám   | Rövid program    | Rövid program    | Rövid program    | Rövid program    | Rövid program | Rövid program | Kűr              | Kűr              | Kűr              | Kűr              | Kűr        | Kűr        |
| Versenyző                                                                                                   | Versenyszám   | Férfi            | Női              | Páros            | Jégtánc          | Összesítés    | Összesítés    | Férfi            | Női              | Páros            | Jégtánc          | Összesítés | Összesítés |
| Versenyző                                                                                                   | Versenyszám   | Pont Csapat pont | Pont Csapat pont | Pont Csapat pont | Pont Csapat pont | Pont          | Hely.         | Pont Csapat pont | Pont Csapat pont | Pont Csapat pont | Pont Csapat pont | Pont       | Helyezés   |
| --- | ------------- | ---------------- | ---------------- | ---------------- | ---------------- | ------------- | ------------- | ---------------- | ---------------- | ---------------- | ---------------- | ---------- | ---------- |
| Paul Fentz (F) Nicole Schott (N) Minerva Fabienne Hase / Nolan Seegert (P) Katharina Müller / Tim Dieck (J) | Csapatverseny | 68,64 2          | 62,66 5          | visszalépett 0   | 63,21 1          | 8             | 9.            | kiesett          | kiesett          | kiesett          | kiesett          | kiesett    | kiesett    |

## Rövidpályás gyorskorcsolya
Női
| Versenyző   | Versenyszám | Negyeddöntő | Negyeddöntő | Elődöntő | Elődöntő | B döntő | B döntő | Döntő   | Döntő   | Helyezés    |
| Versenyző   | Versenyszám | Idő         | Hely.       | Idő      | Hely.    | Idő     | Hely.   | Idő     | Hely.   | Helyezés    |
| ----------- | ----------- | ----------- | ----------- | -------- | -------- | ------- | ------- | ------- | ------- | ----------- |
| Anna Seidel | 1500 m      | kizárták    | kizárták    | kiesett  | kiesett  | kiesett | kiesett | kiesett | kiesett | helyezetlen |

## Síakrobatika
Ugrás
| Versenyző | Versenyszám | Selejtező  | Selejtező  | Selejtező  | Selejtező     | Selejtező  | Döntő      | Döntő      | Döntő         | Döntő      | Döntő      | Helyezés |
| Versenyző | Versenyszám | 1. forduló | 1. forduló | 2. forduló | 2. forduló    | 2. forduló | 1. forduló | 1. forduló | 1. forduló    | 1. forduló | 2. forduló | Helyezés |
| Versenyző | Versenyszám | Pont       | Hely.      | Pont       | Jobb eredmény | Hely.      | 1. ugrás   | 2.ugrás    | Jobb eredmény | Hely.      | Pont       | Helyezés |
| --------- | ----------- | ---------- | ---------- | ---------- | ------------- | ---------- | ---------- | ---------- | ------------- | ---------- | ---------- | -------- |
| Emma Weiß | Női         | 65,52      | 22.        | 75,98      | 75,98         | 14.        | kiesett    | kiesett    | kiesett       | kiesett    | kiesett    | 20.      |

Akrobatika
Női
| Versenyző            | Versenyszám | Selejtező | Selejtező | Selejtező | Selejtező     | Selejtező | Döntő    | Döntő    | Döntő    | Döntő         | Döntő    |
| Versenyző            | Versenyszám | 1. futam  | 2. futam  | 3. futam  | Jobb eredmény | Hely.     | 1. futam | 2. futam | 3. futam | Jobb eredmény | Helyezés |
| -------------------- | ----------- | --------- | --------- | --------- | ------------- | --------- | -------- | -------- | -------- | ------------- | -------- |
| Sabrina Cakmakli     | Félcső      | 71,50     | 36,50     |           | 71,50         | 12.       | 40,00    | 54,00    | 42,75    | 54,00         | 12.      |
| Alia Delia Eichinger | Big air     | 51,00     | 64,75     | 39,00     | 115,75        | 18.       | kiesett  | kiesett  | kiesett  | kiesett       | kiesett  |
| Alia Delia Eichinger | Slopestyle  | 26,45     | 50,68     |           | 50,68         | 17.       | kiesett  | kiesett  | kiesett  | kiesett       | kiesett  |

Krossz
| Versenyző           | Versenyszám | Rangsorolás | Rangsorolás | Nyolcaddöntő | Negyeddöntő | Elődöntő | Döntő    | Helyezés                 |
| Versenyző           | Versenyszám | Idő         | Hely.       | Helyezés     | Helyezés    | Helyezés | Helyezés | Helyezés                 |
| ------------------- | ----------- | ----------- | ----------- | ------------ | ----------- | -------- | -------- | ------------------------ |
| Niklas Bachsleitner | Férfi       | 1:17,53     | 32.         | 4.           | kiesett     | kiesett  | kiesett  | 32.                      |
| Daniel Bohnacker    | Férfi       | 1:13,21     | 17.         | 2.           | 4.          | kiesett  | kiesett  | 14.                      |
| Tobias Müller       | Férfi       | 1:13,64     | 26.         | 3.           | kiesett     | kiesett  | kiesett  | 23.                      |
| Florian Wilmsmann   | Férfi       | 1:13,22     | 18.         | 3.           | kiesett     | kiesett  | kiesett  | 21.                      |
| Johanna Holzmann    | Női         | 1:20,95     | 20.         | 2.           | 4.          | kiesett  | kiesett  | 15.                      |
| Daniela Maier       | Női         | 1:17,63     | 3.          | 1.           | 2.          | 1.       | 4.       | 3. helyezett, bronzérmes |

## Sífutás
Távolsági
Férfi
| Versenyző                                              | Versenyszám     | Klasszikus | Klasszikus | Szabad     | Szabad     | Összesen   | Összesen   |
| Versenyző                                              | Versenyszám     | Idő        | Hely.      | Idő        | Hely.      | Idő        | Helyezés   |
| ------------------------------------------------------ | --------------- | ---------- | ---------- | ---------- | ---------- | ---------- | ---------- |
| Janosch Brugger                                        | 15 km           |            |            |            |            | 40:24,5    | 20.        |
| Lucas Bögl                                             | 15 km           |            |            |            |            | 40:13,9    | 17.        |
| Lucas Bögl                                             | 30 km           | 41:37,9    | 14.        | 38:34,6    | 8.         | 1:20:12,5  | 12.        |
| Lucas Bögl                                             | 50 km           |            |            |            |            | 1:16:11,5  | 33.        |
| Jonas Dobler                                           | 15 km           |            |            |            |            | 40:21,0    | 19.        |
| Jonas Dobler                                           | 30 km           | nem indult | nem indult | nem indult | nem indult | nem indult | nem indult |
| Jonas Dobler                                           | 50 km           |            |            |            |            | 1:14:50,0  | 20.        |
| Albert Kuchler                                         | 15 km           |            |            |            |            | 41:07,1    | 32.        |
| Friedrich Moch                                         | 30 km           | 41:17,9    | 12.        | 38:58,5    | 19.        | 1:20:16,4  | 13.        |
| Friedrich Moch                                         | 50 km           |            |            |            |            | 1:16:03,6  | 31.        |
| Florian Notz                                           | 30 km           | 41:55,0    | 20.        | 39:05,4    | 21.        | 1:21:00,4  | 19.        |
| Florian Notz                                           | 50 km           |            |            |            |            | 1:15:32,2  | 26.        |
| Janosch Brugger Friedrich Moch Florian Notz Lucas Bögl | 4 × 10 km váltó | 1:00:56,7  | 6.         | 56:49,8    | 5.         | 1:57:46,5  | 5.         |

Női
| Versenyző                                                      | Versenyszám    | Klasszikus | Klasszikus | Szabad  | Szabad | Összesen  | Összesen                 |
| Versenyző                                                      | Versenyszám    | Idő        | Hely.      | Idő     | Hely.  | Idő       | Helyezés                 |
| -------------------------------------------------------------- | -------------- | ---------- | ---------- | ------- | ------ | --------- | ------------------------ |
| Victoria Carl                                                  | 30 km          |            |            |         |        | 1:30:08,4 | 12.                      |
| Pia Fink                                                       | 15 km          | 25:02,3    | 25.        | 23:27,3 | 27.    | 48:29,6   | 25.                      |
| Pia Fink                                                       | 30 km          |            |            |         |        | 1:32:06,3 | 25.                      |
| Antonia Fräbel                                                 | 10 km          |            |            |         |        | 30:51,4   | 28.                      |
| Antonia Fräbel                                                 | 30 km          |            |            |         |        | 1:31:23,6 | 19.                      |
| Laura Gimmler                                                  | 10 km          |            |            |         |        | 31:05,6   | 32.                      |
| Katharina Hennig                                               | 10 km          |            |            |         |        | 28:49,7   | 5.                       |
| Katharina Hennig                                               | 15 km          | 23:56,4    | 9.         | 23:15,4 | 23.    | 47:11,8   | 15.                      |
| Sofie Krehl                                                    | 15 km          | 24:56,4    | 22.        | 22:45,2 | 14.    | 47:41,6   | 17.                      |
| Katherine Sauerbrey                                            | 10 km          |            |            |         |        | 29:27,2   | 11.                      |
| Katherine Sauerbrey                                            | 15 km          | 24:05,0    | 11.        | 22:32,5 | 15.    | 46:37,5   | 13.                      |
| Katherine Sauerbrey Katharina Hennig Victoria Carl Sofie Krehl | 4 × 5 km váltó |            |            |         |        | 53:59,2   | 2. helyezett, ezüstérmes |

Sprint
| Versenyző                      | Versenyszám         | Selejtező | Selejtező | Negyeddöntő | Negyeddöntő | Elődöntő | Elődöntő | Döntő    | Helyezés                 |
| Versenyző                      | Versenyszám         | Idő       | Hely.     | Idő         | Hely.       | Idő      | Hely.    | Idő      | Helyezés                 |
| ------------------------------ | ------------------- | --------- | --------- | ----------- | ----------- | -------- | -------- | -------- | ------------------------ |
| Janosch Brugger                | Férfi egyéni sprint | 2:56,01   | 38.       | kiesett     | kiesett     | kiesett  | kiesett  | kiesett  | 38.                      |
| Albert Kuchler Janosch Brugger | Férfi csapatsprint  |           |           |             |             | 21:20,39 | 12.      | kiesett  | 23.                      |
| Victoria Carl                  | Női egyéni sprint   | 3:19,89   | 10.       | 3:18,26     | 3.          | 3:16,83  | 5.       | kiesett  | 10.                      |
| Pia Fink                       | Női egyéni sprint   | 3:22,09   | 21.       | 3:19,72     | 3.          | kiesett  | kiesett  | kiesett  | 15.                      |
| Sofie Krehl                    | Női egyéni sprint   | 3:18,93   | 8.        | 3:18,37     | 2.          | 3:21,32  | 6.       | kiesett  | 11.                      |
| Coletta Rydzek                 | Női egyéni sprint   | 3:25,09   | 37.       | kiesett     | kiesett     | kiesett  | kiesett  | kiesett  | 37.                      |
| Katharina Hennig Victoria Carl | Női csapatsprint    |           |           |             |             | 23:02,08 | 1.       | 22:09,85 | 1. helyezett, aranyérmes |

## Síugrás
Férfi
| Versenyző                                                       | Versenyszám   | Selejtező | Selejtező | Selejtező | 1. ugrás | 1. ugrás | 1. ugrás | 2. ugrás | 2. ugrás | 2. ugrás | Összesítés | Összesítés               |
| Versenyző                                                       | Versenyszám   | Táv       | Pont      | Hely.     | Táv      | Pont     | Hely.    | Táv      | Pont     | Hely.    | Pont       | Helyezés                 |
| --------------------------------------------------------------- | ------------- | --------- | --------- | --------- | -------- | -------- | -------- | -------- | -------- | -------- | ---------- | ------------------------ |
| Markus Eisenbichler                                             | Normálsánc    | 91,0      | 90,8      | 23.       | 92,0     | 110,4    | 31.      | kiesett  | kiesett  | kiesett  | kiesett    | kiesett                  |
| Markus Eisenbichler                                             | Nagysánc      | 129,0     | 123,3     | 6.        | 137,5    | 135,2    | 8.       | 139,5    | 140,5    | 4.       | 275,7      | 5.                       |
| Karl Geiger                                                     | Normálsánc    | 97,5      | 103,9     | 9.        | 96,0     | 127,5    | 21.      | 99,0     | 125,3    | 11.      | 252,8      | 15.                      |
| Karl Geiger                                                     | Nagysánc      | 128,0     | 120,0     | 12.       | 138,0    | 136,7    | 6.       | 138,0    | 144,6    | 3.       | 281,3      | 3. helyezett, bronzérmes |
| Stephan Leyhe                                                   | Normálsánc    | 95,5      | 101,6     | 11.       | 97,5     | 129,3    | 13.      | 95,0     | 115,1    | 25.      | 244,4      | 24.                      |
| Pius Paschke                                                    | Nagysánc      | 119,0     | 102,9     | 30.       | 131,0    | 126,7    | 23.      | 127,0    | 116,8    | 29.      | 243,5      | 28.                      |
| Constantin Schmid                                               | Normálsánc    | 86,5      | 76,0      | 39.       | 102,0    | 134,4    | 6.       | 98,0     | 122,9    | 18.      | 257,3      | 11.                      |
| Constantin Schmid                                               | Nagysánc      | 127,0     | 114,9     | 19.       | 134,0    | 131,4    | 11.      | 134,0    | 132,5    | 14.      | 263,9      | 14.                      |
| Constantin Schmid Stephan Leyhe Markus Eisenbichler Karl Geiger | Csapatverseny |           |           |           | 511,0    | 446,5    | 4.       | 518,5    | 476,4    | 2.       | 922,9      | 3. helyezett, bronzérmes |

Női
| Versenyző         | Versenyszám | Első forduló | Első forduló | Első forduló | Döntő | Döntő | Döntő | Összesítés | Összesítés               |
| Versenyző         | Versenyszám | Táv          | Pont         | Hely.        | Táv   | Pont  | Hely. | Pont       | Helyezés                 |
| ----------------- | ----------- | ------------ | ------------ | ------------ | ----- | ----- | ----- | ---------- | ------------------------ |
| Katharina Althaus | Normálsánc  | 105,5        | 121,1        | 1.           | 94,0  | 115,7 | 3.    | 236,8      | 2. helyezett, ezüstérmes |
| Selina Freitag    | Normálsánc  | 80,0         | 69,8         | 28.          | 90,0  | 93,2  | 11.   | 163,0      | 22.                      |
| Pauline Heßler    | Normálsánc  | 89,5         | 80,9         | 21.          | 83,0  | 80,7  | 23.   | 161,6      | 24.                      |
| Juliane Seyfarth  | Normálsánc  | 86,0         | 78,7         | 23.          | 88,0  | 89,9  | 14.   | 168,6      | 19.                      |

Vegyes
| Versenyző                                                      | Versenyszám   | Első forduló | Első forduló | Első forduló | Döntő   | Döntő   | Döntő   | Összesítés | Összesítés |
| Versenyző                                                      | Versenyszám   | Táv          | Pont         | Hely.        | Táv     | Pont    | Hely.   | Pont       | Helyezés   |
| -------------------------------------------------------------- | ------------- | ------------ | ------------ | ------------ | ------- | ------- | ------- | ---------- | ---------- |
| Selina Freitag Constantin Schmid Katharina Althaus Karl Geiger | Csapatverseny | 290,5        | 350,9        | 9.           | kiesett | kiesett | kiesett | kiesett    | kiesett    |

## Snowboard
Akrobatika
Férfi
| Versenyző          | Versenyszám | Selejtező | Selejtező | Selejtező | Selejtező     | Selejtező | Döntő    | Döntő    | Döntő    | Döntő         | Helyezés |
| Versenyző          | Versenyszám | 1. futam  | 2. futam  | 3. futam  | Jobb eredmény | Hely.     | 1. futam | 2. futam | 3. futam | Jobb eredmény | Helyezés |
| ------------------ | ----------- | --------- | --------- | --------- | ------------- | --------- | -------- | -------- | -------- | ------------- | -------- |
| Noah Vicktor       | Big air     | 60,50     | 18,25     | 29,75     | 90,25         | 24.       | kiesett  | kiesett  | kiesett  | kiesett       | 24.      |
| Noah Vicktor       | Slopestyle  | 16,66     | 62,56     |           | 62,56         | 16.       | kiesett  | kiesett  | kiesett  | kiesett       | 16.      |
| Leon Vockensperger | Big air     | 66,00     | 24,00     | 17,25     | 90,00         | 25.       | kiesett  | kiesett  | kiesett  | kiesett       | 25.      |
| Leon Vockensperger | Slopestyle  | 25,15     | 26,41     |           | 26,41         | 29.       | kiesett  | kiesett  | kiesett  | kiesett       | 29.      |
| André Höflich      | Halfpipe    | 75,0      | 17,75     |           | 75,00         | 10.       | 13,25    | 76,00    | 50,00    | 76,00         | 8.       |

Női
| Versenyző     | Versenyszám | Selejtező | Selejtező | Selejtező | Selejtező     | Selejtező | Döntő    | Döntő    | Döntő    | Döntő         | Helyezés |
| Versenyző     | Versenyszám | 1. futam  | 2. futam  | 3. futam  | Jobb eredmény | Hely.     | 1. futam | 2. futam | 3. futam | Jobb eredmény | Helyezés |
| ------------- | ----------- | --------- | --------- | --------- | ------------- | --------- | -------- | -------- | -------- | ------------- | -------- |
| Annika Morgan | Big air     | 12,00     | 64,25     | 68,00     | 132,25        | 8.        | 15,50    | 73,50    | 14,50    | 88,00         | 10.      |
| Annika Morgan | Slopestyle  | 29,61     | 67,63     |           | 67,63         | 10.       | 64,13    | 31,01    | 28,76    | 64,13         | 8.       |
| Leilani Ettel | Halfpipe    | 68,75     | 15,75     |           | 68,75         | 11.       | 55,25    | 57,50    | 9,25     | 57,50         | 11.      |

Parallel giant slalom
| Versenyző           | Versenyszám | Selejtező | Selejtező | Nyolcaddöntő                             | Negyeddöntő                    | Elődöntő          | Döntő             | Helyezés |
| Versenyző           | Versenyszám | Idő       | Hely.     | Ellenfél Eredmény                        | Ellenfél Eredmény              | Ellenfél Eredmény | Ellenfél Eredmény | Helyezés |
| ------------------- | ----------- | --------- | --------- | ---------------------------------------- | ------------------------------ | ----------------- | ----------------- | -------- |
| Yannik Angenend     | Férfi       | 1:22,28   | 13.       | Tim Mastnak (SLO) · V +0,26              | kiesett                        | kiesett           | kiesett           | 13.      |
| Stefan Baumeister   | Férfi       | 1:22,64   | 18.       | kiesett                                  | kiesett                        | kiesett           | kiesett           | 18.      |
| Elias Huber         | Férfi       | 1:31,16   | 29.       | kiesett                                  | kiesett                        | kiesett           | kiesett           | 29.      |
| Melanie Hochreiter  | Női         | 1:42,74   | 27.       | kiesett                                  | kiesett                        | kiesett           | kiesett           | 27.      |
| Ramona Hofmeister   | Női         | 1:26,20   | 2.        | Tomoka Takeuchi (JPN) · Gy nem ért célba | Daniela Ulbing (AUT) · V −0,14 | kiesett           | kiesett           | 5.       |
| Carolin Langenhorst | Női         | 1:27,60   | 6.        | Julie Zogg (SUI) · Gy −0,08              | Gloria Kotnik (SLO) · V –0,15  | kiesett           | kiesett           | 7.       |

Snowboard cross
| Versenyző                | Versenyszám | Rangsorolás | Rangsorolás | Nyolcaddöntő | Negyeddöntő   | Elődöntő | Döntő       | Helyezés |
| Versenyző                | Versenyszám | Idő         | Hely.       | Helyezés     | Helyezés      | Helyezés | Helyezés    | Helyezés |
| ------------------------ | ----------- | ----------- | ----------- | ------------ | ------------- | -------- | ----------- | -------- |
| Paul Berg                | Férfi       | 1:18,31     | 12.         | 3.           | kiesett       | kiesett  | kiesett     | 18.      |
| Umito Kirchwehm          | Férfi       | 1:18,22     | 11.         | 2.           | nem ért célba | kiesett  | kiesett     | 14.      |
| Martin Nörl              | Férfi       | 1:17,38     | 5.          | 1.           | nem ért célba | kiesett  | kiesett     | 9.       |
| Jana Fischer             | Női         | 1:24,88     | 20.         | 4.           | kiesett       | kiesett  | kiesett     | 27.      |
| Martin Nörl Jana Fischer | Vegyes      |             |             |              | 2.            | 3.       | Kisdöntő 1. | 5.       |

## Szánkó
| Versenyző                   | Versenyszám | 1. futam | 1. futam | 2. futam | 2. futam | 3. futam | 3. futam | 4. futam | 4. futam | Összesítés | Összesítés               |
| Versenyző                   | Versenyszám | Idő      | Hely.    | Idő      | Hely.    | Idő      | Hely.    | Idő      | Hely.    | Idő        | Helyezés                 |
| --------------------------- | ----------- | -------- | -------- | -------- | -------- | -------- | -------- | -------- | -------- | ---------- | ------------------------ |
| Max Langenhan               | Férfi egyes | 57,606   | 9.       | 57,536   | 5.       | 57,521   | 8.       | 57,429   | 4.       | 3:50,092   | 6.                       |
| Felix Loch                  | Férfi egyes | 57,383   | 5.       | 57,500   | 4.       | 57,510   | 7.       | 57,485   | 6.       | 3:49,878   | 4.                       |
| Johannes Ludwig             | Férfi egyes | 57,063   | 1.       | 57,438   | 2.       | 57,043   | 1.       | 57,191   | 1.       | 3:48,735   | 1. helyezett, aranyérmes |
| Tobias Arlt Tobias Wendl    | Kettes      | 58,255   | 1.       | 58,299   | 1.       |          |          |          |          | 1:56,554   | 1. helyezett, aranyérmes |
| Sascha Benecken Toni Eggert | Kettes      | 58,300   | 2.       | 58,353   | 2.       |          |          |          |          | 1:56,653   | 2. helyezett, ezüstérmes |
| Anna Berreiter              | Női egyes   | 58,525   | 4.       | 58,508   | 3.       | 58,348   | 2.       | 58,566   | 4.       | 3:53,947   | 2. helyezett, ezüstérmes |
| Natalie Geisenberger        | Női egyes   | 58,402   | 2.       | 58,423   | 1.       | 58,226   | 1.       | 58,403   | 2.       | 3:53,454   | 1. helyezett, aranyérmes |
| Julia Taubitz               | Női egyes   | 58,345   | 1.       | 1:00,075 | 26.      | 58,655   | 7.       | 58,358   | 1.       | 3:55,433   | 7.                       |

| Versenyző                                                     | Versenyszám  | Női      | Női   | Férfi    | Férfi | Kettes   | Kettes | Összesítés | Összesítés               |
| Versenyző                                                     | Versenyszám  | Idő      | Hely. | Idő      | Hely. | Idő      | Hely.  | Idő        | Helyezés                 |
| ------------------------------------------------------------- | ------------ | -------- | ----- | -------- | ----- | -------- | ------ | ---------- | ------------------------ |
| Tobias Arlt Natalie Geisenberger Johannes Ludwig Tobias Wendl | Vegyes váltó | 1:00,090 | 2.    | 1:01,407 | 2.    | 1:01,909 | 1.     | 3:03,406   | 1. helyezett, aranyérmes |

## Szkeleton
| Versenyző            | Versenyszám | 1. futam | 1. futam | 2. futam | 2. futam | 3. futam | 3. futam | 4. futam | 4. futam | Összesítés | Összesítés               |
| Versenyző            | Versenyszám | Idő      | Hely.    | Idő      | Hely.    | Idő      | Hely.    | Idő      | Hely.    | Idő        | Helyezés                 |
| -------------------- | ----------- | -------- | -------- | -------- | -------- | -------- | -------- | -------- | -------- | ---------- | ------------------------ |
| Alexander Gassner    | Férfi       | 1:00,87  | 9.       | 1:00,86  | 9.       | 1:00,62  | 8.       | 1:00,48  | 5.       | 4:02,83    | 8.                       |
| Christopher Grotheer | Férfi       | 1:00,00  | 1.       | 1:00,33  | 1.       | 1:00,16  | 1.       | 1:00,52  | 6.       | 4:01,01    | 1. helyezett, aranyérmes |
| Axel Jungk           | Férfi       | 1:00,50  | 5.       | 1:00,53  | 2.       | 1:00,31  | 2.       | 1:00,33  | 3.       | 4:01,67    | 2. helyezett, ezüstérmes |
| Tina Hermann         | Női         | 1:02,28  | 5.       | 1:02,29  | 3.       | 1:01,90  | 5.       | 1:02,26  | 6.       | 4:08,73    | 4.                       |
| Jacqueline Lölling   | Női         | 1:02,27  | 4.       | 1:02,45  | 7.       | 1:02,22  | 7.       | 1:02,41  | 14.      | 4:09,35    | 8.                       |
| Hannah Neise         | Női         | 1:02,36  | 8.       | 1:02,19  | 1.       | 1:01,44  | 1.       | 1:01,63  | 1.       | 4:07,62    | 1. helyezett, aranyérmes |